# Seigneurie d'Hébron
La seigneurie d'Hébron est un des fiefs du royaume de Jérusalem. Elle est aussi nommée la seigneurie de Saint-Abraham.

## Histoire
Hébron est l'un des châteaux francs les plus anciens du royaume. Il fut régulièrement donné à des chevaliers du royaume, puis de retour à la Couronne. La seigneurie fut définitivement conquise par Saladin en 1187.

## Étendue géographique
C'est la région au sud de Jérusalem.

## Féodalité
Suzerain : le roi de Jérusalem
Vassal : le seigneur de Bethgibelin

## Liste des seigneurs
1100-1101 : Galdemar Carpinel
1101-1102 : Rohard Ier d'Haïfa
1102-1104 : domaine royal
1104-1104 : Hugues Ier d'Hébron
1104-1108 : domaine royal
1108-1118 : Gautier Mahomet
1118-1120 : domaine royal
1120-1136 : Baudouin de Saint-Abraham
1136-1149 : Hugues II de Saint-Abraham
1149-1177 : Onfroy II de Toron
1177-1187 : Renaud de Châtillon
1188-1191 : Jacques d'Avesnes